# Palazzo dell'Hotel Bristol
Il Palazzo dell'Hotel Bristol è un edificio storico di Napoli, situato nel Corso Vittorio Emanuele.
Esso è già presente nel foglio 17 della Carta Schiavoni del 1879, con il nome "Lucchesi". Infatti, venne commissionato intorno al 1865-1870 dal conte Ferdinando Lucchesi Palli e dalla moglie, Giulia Brunas Serra.  Nel 1880 venne venduto alla società Cavalli & Fiorentino che vi fondò l'Hotel Bristol. Nel 1886 l'hotel passò in gestione all'imprenditore svizzero Alberto Laundry e alcuni anni dopo a un altro svizzero, Carl Schwarz, il quale nel 1901 aprì anche il Grand Hotel Eden nell'attuale Piazza Amedeo. Mantenne questa funzione fino alla prima guerra mondiale, dopo la quale si trasformò in condominio, con il conseguente innalzamento di un ulteriore piano rispetto agli iniziali cinque. In condominio fu trasformato dall'imprenditore Ciro Starace operante nel campo della gioielleria e vi andò ad abitare assieme alla sua numerosa famiglia. Ancora oggi alcuni proprietari sono discendenti di Ciro Starace.
Si presenta come un imponente palazzo neorinascimentale di sei piani dal vistoso basamento in pietra, nel quale si apre il portale. La facciata si caratterizza per il rivestimento di mattoni e per l'inserimento di spigoli a bugnato a conci alterni profondamente incisi. Oltrepassato l'androne, alla cui destra vi è la scala, si giunge al cortile porticato.
L'edificio gode di ottime condizioni conservative.